# 日清物流
日清物流株式会社（にっしんぶつりゅう、英文名称NISSHIN LOGISTICS CO.,LTD）は、日清オイリオグループの物流会社。

## 事業内容
サイロ倉庫事業
日清オイリオ横浜磯子工場内のサイロで港湾荷役業務や大豆・玄蕎麦・菜種の選別などを行う。
流通加工事業
贈答品の詰め合わせ・包装や、輸入品の検品など各種流通加工業務を行う。
運輸倉庫事業
日清オイリオの製品を扱う磯子の自動倉庫、動植物油脂を扱う堺タンクセンターの管理や利用運送事業を行う。近年では日清オイリオ・ミツカン・カゴメとの共同配送も進めている。

## 事業所

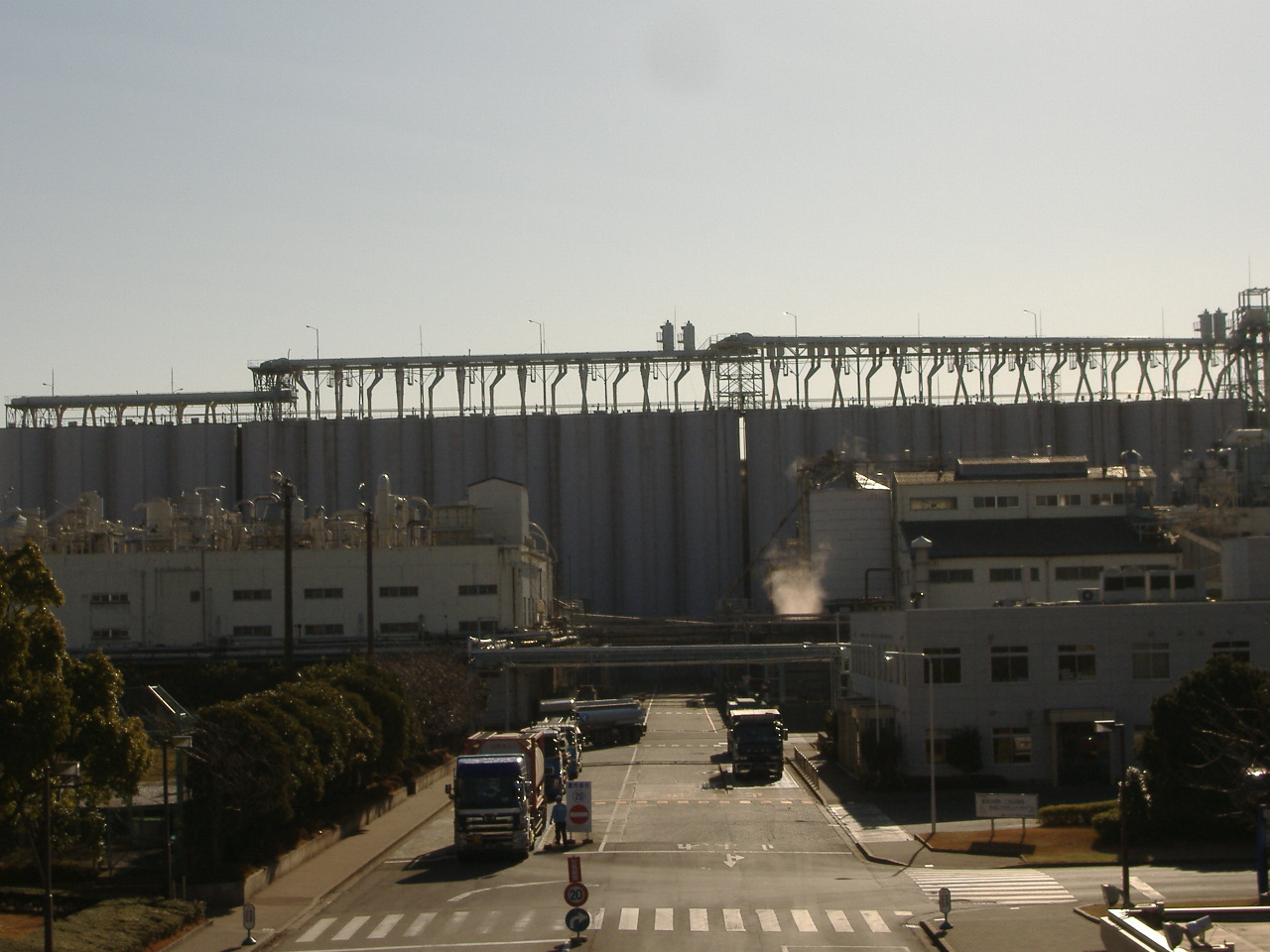
磯子事業所のサイロセンター。大豆を取り扱っている。

- 本社・磯子事業所 - 〒235-8558 神奈川県横浜市磯子区新森町1
- 大黒倉庫センター - 〒230-0054 神奈川県横浜市鶴見区大黒埠頭22 横浜港流通センター内
- 横浜杉田センター - 〒235-0033 神奈川県横浜市磯子区杉田5-32
- 名古屋配送センター - 〒455-0028　愛知県名古屋市港区潮見町37-15
- 堺配送センター・堺タンクセンター - 〒592-8331 大阪府堺市西区築港新町3-37
- 水島配送センター - 〒712-0871 岡山県倉敷市水島海岸通3-2
- 福岡配送センター - 〒812-0051 福岡県福岡市東区箱崎埠頭6-11-34
- 小樽配送センター - 〒047-0041 北海道小樽市手宮1-1-1
- 東北石巻配送センター - 〒986-0846 宮城県石巻市三河町14

## 沿革
- 1971年11月 - 贈答用日清サラダ油セットの流通加工会社として、坂本包装株式会社設立。
- 1975年12月 - 坂本包装株式会社が日清製油株式会社（現日清オイリオグループ株式会社）100%出資の子会社となり、ニッシンサービス株式会社に社名変更。
- 1988年4月 - 日清製油100％出資により、港湾運送事業、埠頭業、倉庫業を営む日清サイロ株式会社を設立。
- 1992年7月 - 日清サイロ株式会社とニッシンサービス株式会社とが合併、新社名を日清物流株式会社とする。
- 2006年1月 - 堺タンクターミナル株式会社を合併